# غضروف زجاجي

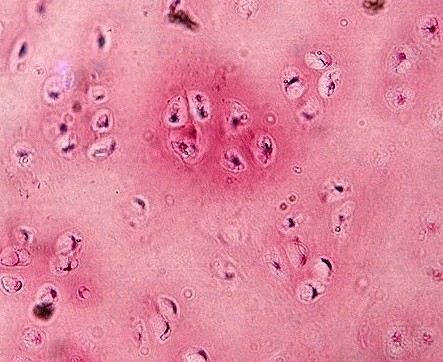
منظر مجهري لغضروف زجاجي

غضروف زجاجي أو غضروف هياليني (بالإنجليزية:  Hyaline cartilage)‏ هو نوع شفاف من الغضاريف موجود على سطوح الكثير من المفاصل، ولا يحتوي على أعصاب أو أوعية دموية، وتكوينه بسيط نسبيا.

## التركيب
يُغطى الغضروف الزجاجي من الخارج بغشاء ليفي يُعرف باسم سمحاق الغضروف، بينما يُسمى الغشاء الزلالي عندما يتواجد بطول الأسطح المفصلية. يحتوي هذا الغشاء على الأوعية الدموية التي تمد الغضروف بالتغذية عن طريق الانتشار.
وتتكون مصفوفة الغضروف الهياليني أساسا من كولاجين من النوع الثاني وسلفات الكوندرويتين، وكلاهما موجود أيضا في الغضروف المرن.
يوجد الغضروف الهياليني على الأطراف البطنية للضلوع، وفي الحنجرة، والقصبة الهوائية، والشعب الهوائية، وعلى الأسطح المفصلية للعظام، ويعطي الهياكل شكلا محددا لكن مرنا. كما يجعل وجود ألياف الكولاجين هذه الهياكل والمفاصل قوية لكن مع محدودية الحركة والمرونة.
الغضروف الهياليني هو النوع الأكثر انتشارا من الغضاريف، كما أنه يشكل الهيكل العظمي الجنيني المؤقت، الذي يتم استبداله تدريجيا بالعظام، والهيكل العظمي لسمك صفيحية الخياشيم الغضروفية.

### تشريح مجهري
إذا تم فحص شريحة رقيقة من غضروف هياليني تحت المجهر، سيتم العثور على خلايا مستديرة شفافة (خلايا غضروفية) تتوسطها نوى قرنفلية اللون ، مرتبة في مجموعات من خليتين أو أكثر داخل نسيج بيني حبيبي أو متجانس غالبا.
وينتج النسيج البيني بواسطة الخلايا الغضروفية، وعندما يتم ترتيبها في مجموعات مكونة من خليتين أو أكثر، تُكوّن الخلايا الغضروفية إطار خارجي مستدير، ولكنه بشكل عام مستقيم، حيث تكون الخلايا متصلة مع بعضها البعض، بينما يكون بقية محيطها مستدير.
وتتكون الخلايا الغضروفية من بروتوبلازم شفاف مع خيوط متداخلة دقيقة وأيضا حبيبات دقيقة في بعض الأحيان، ومترسخا بها نواة أو اثنين بها شبكة النواة الداخلية المعتادة.
يتم احتواء الخلايا في تجاويف داخل النسيج البيني تُسمى جوبة الغضروف، هذه الفجوات هي في الواقع ثغرات صناعية تشكلت نتيجة تقلص الخلايا أثناء صبغ وتجهيز النسيج للفحص. ويحتوي الفضاء بين مجموعات الخلايا المتجانسة على ألياف كولاجينية أكثر نسبيًا؛ مما يسمح لها بالحفاظ على شكلها بينما تتقلص الخلايا الفعلية، مما يؤدي إلى حدوث الجوبة، ويشكل ذلك ما يسمى بـ«محفظة» الفضاء، وعادةً ما تحتوي كل جوبة على خلية واحدة، ولكنها قد تحتوي على اثنين أو أربعة أو حتى ثمانية خلايا أثناء الانقسام المتساوي.

### غضروف مفصلي
الغضروف المفصلي هو غضروف زجاجي موجود على السطوح المفصلية للعظام، ويكمن داخل تجويف المفاصل الزلالية مغمورًا في السائل الزلالي الناتج عن الغشاء الزلالي المحيط بجدران التجويف.
وعلى الرغم من أنه غالبًا ما يتواجد في اتصال وثيق مع الأقراص الهلامية والأقراص المفصلية، إلا أن الغضروف المفصلي لا يعتبر جزءًا من أي من هاتين البنايتين اللتين تتكونان بالكامل من الغضاريف الليفية.
يؤدي الانهيار الكيميائي الحيوي للغضروف المفصلي إلى الفصال العظمي، وهو النوع الأكثر شيوعًا من أمراض المفاصل. ويصيب الفصال العظمي أكثر من 30 مليون فرد في الولايات المتحدة وحدها، وهو السبب الرئيسي للإعاقة المزمنة بين كبار السن.

## صور إضافية

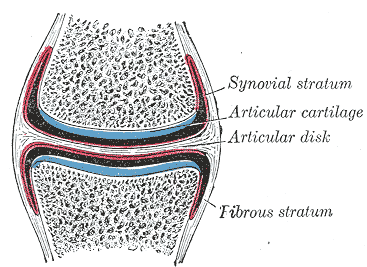
مفصل زليلي يتكون من عظام ، وغضروف مفصلي ، وقرص مفصلي.
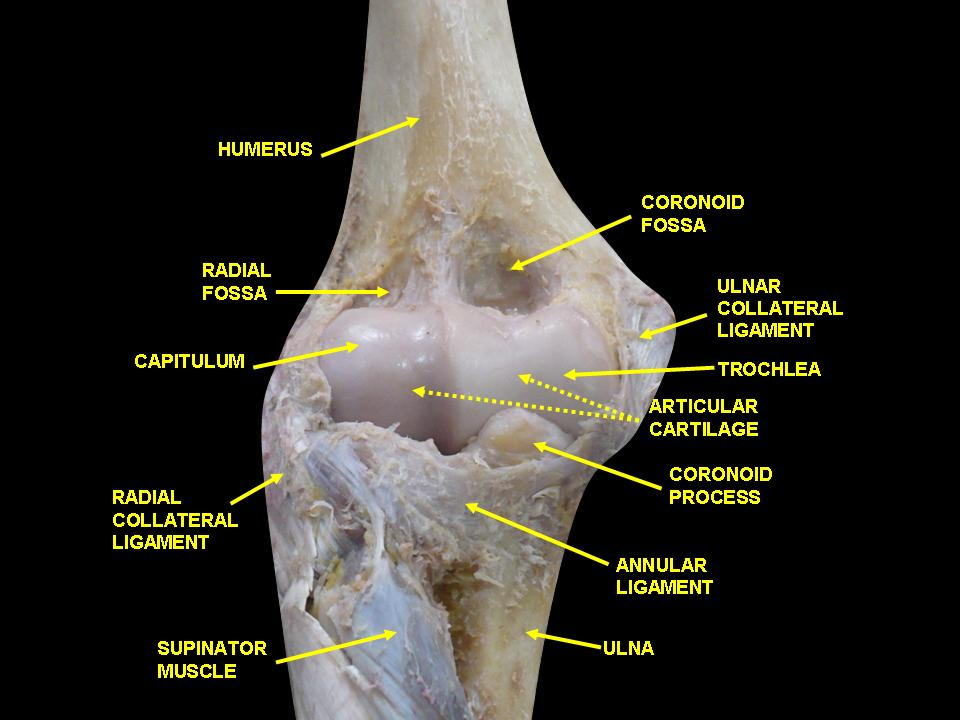
تشريح عميق لمفصل الكوع، منظر أمامي.

## روابط خارجية
- مادة علم الأنسجة في جامعة إلينوي في إربانا-شامبين 331
- صور نسيجية: 03301lba — نظام تعلم علم الأنسجة في جامعة بوسطن